# Nick Van Peborgh
Nick Van Peborgh (Ekeren, 23 februari 1984) is een Belgische atleet die vooral actief is op de lange afstand.

## Loopbaan
Zijn beste prestaties leverde Van Peborgh op de Antwerp 10 Miles die hij meermaals won. Van Peborgh is aangesloten bij Atletiekclub Brasschaat-Ekeren.

## Belgische kampioenschappen
| Onderdeel      | Jaar       |
| -------------- | ---------- |
| 10.000 m       | 2018       |
| 10 km          | 2016, 2018 |
| halve marathon | 2012       |

## Persoonlijke records
Baan
| Onderdeel | Prestatie | Datum        | Plaats   |
| --------- | --------- | ------------ | -------- |
| 3000 m    | 8.02,96   | 2 juni 2018  | Oordegem |
| 5000 m    | 13.53,08  | 27 mei 2017  | Oordegem |
| 10.000 m  | 28.59,74  | 11 juni 2016 | Leiden   |

Weg
| Onderdeel      | Prestatie | Datum             | Plaats     |
| -------------- | --------- | ----------------- | ---------- |
| 10 km          | 29.32     | 6 maart 2016      | Casablanca |
| 15 km          | 44.35     | 18 november 2018  | Nijmegen   |
| 10 mijl        | 47.22     | 23 april 2017     | Antwerpen  |
| 20 km          | 1:02.15   | 18 mei 2014       | Brussel    |
| halve marathon | 1:04.02   | 20 maart 2016     | Venlo      |
| marathon       | 2:14.39   | 29 september 2019 | Berlijn    |

## Palmares

### 10.000 m
- 2014:  BK AC - 29.18,54
- 2015:  BK AC - 29.50,75
- 2016:  BK AC - 29.54,18
- 2017:  BK AC - 29.21,40
- 2018:  BK AC - 29.46,87

### 10 km
- 2016:  BK AC te Lokeren - 30.06
- 2017:  BK AC te Lokeren - 29.43
- 2018:  BK AC te Lokeren - 30.31

### 10 mijl
- 2012:  Antwerp 10 Miles
- 2013:  Antwerp 10 Miles
- 2014:  Antwerp 10 Miles
- 2015:  Antwerp 10 Miles
- 2016:  Antwerp 10 Miles
- 2016: 14e Dam tot Damloop - 48.57
- 2017:  Antwerp 10 Miles
- 2018:  Antwerp 10 Miles
- 2019:  Antwerp 10 Miles

### halve marathon
- 2012:  BK AC te Kuurne - 1:07.25
- 2013:  BK AC te Herve - 1:08.46
- 2015:  BK AC te Berlare - 1:06.09

### marathon
- 2018: 14e marathon van Berlijn - 2:15.04